# Phelsuma malamakibo
Phelsuma malamakibo este o specie de șopârle din genul Phelsuma, familia Gekkonidae, descrisă de Nussbaum, Raxworthy, Raselimanana și Ramanamanjato în anul 2000. A fost clasificată de IUCN ca specie cu risc scăzut. Conform Catalogue of Life specia Phelsuma malamakibo nu are subspecii cunoscute.